# 小泉牧場
有限会社小泉牧場（こいずみぼくじょう）とは、北海道新冠郡新冠町朝日でサラブレッドの生産、育成を行う牧場である。関連施設にヒノデファームがある。
2011年現在の代表者である小泉賢悟（こいずみ けんご、1948年 - ）は、日本中央競馬会 (JRA) と地方競馬全国協会 (NAR) に馬主登録されているオーナーブリーダーである。

## 歴史
- 1955年ごろ - 小泉勤が牧場を開場。
- 1977年ごろ - サラブレッドの生産を開始する。
- 1987年ごろ - 小泉賢悟が牧場を引き継ぐ。当初は小泉賢悟牧場として運営していた。
- 1989年ごろ - 小泉賢悟が日本中央競馬会の馬主の資格を得る。
- 1991年 - 牧場名を有限会社小泉牧場に改称する。

## おもな生産馬

### 小泉勤牧場
- ユーワエース（1990年道営記念）

### 小泉賢悟牧場
- イナズマクロス（1991年クイーンステークス）[1]
- スエヒロジョウオー（1992年阪神3歳牝馬ステークス）[1]

### 小泉牧場
- スエヒロコマンダー（1999年小倉大賞典、鳴尾記念）[1]
- イナズマアマリリス（2008年ファンタジーステークス）[1]
- ブルーサン（2024年雲取賞）[2]

## おもな所有馬
小泉賢悟が使用する冠名の「イナズマ」は、イナズマクロスの父であるシービークロスの愛称である「白い稲妻」の稲妻が由来となっている。勝負服の柄は桃、白襷、袖赤一本輪を使用している。オーナーブリーダーであることから馬主としては小泉牧場とヒノデファーム以外の生産馬は所有していない。
- イナズマクロス
- イナズマアマリリス[1]

## 主な繋養馬
- サウンドガガ